# Sofiane Alakouch
Sofiane Alakouch (ar. أسفيان الكرواني; ur. 29 lipca 1998 w Nîmes) – marokański piłkarz grający na pozycji prawego obrońcy. Od 2022 jest piłkarzem klubu FC Lausanne-Sport, do którego jest wypożyczony z FC Metz.

## Kariera piłkarska
Swoją piłkarską karierę Alakouch rozpoczynał w juniorach takich klubów jak: JS Chemin Bas d'Avignon (2005-2006) i Nîmes Olympique (2006-2016). W 2016 roku awansował do zespołu rezerw Nîmes, a następnie także pierwszego zespołu. 15 kwietnia 2016 zadebiutował w jego barwach w Ligue 2 w zwycięskim 2:1 wyjazdowym meczu z Tours FC. W sezonie 2017/2018 wywalczył z Nîmes awans z Ligue 2 do Ligue 1. Z kolei w sezonie 2020/2021 spadł z nim do Ligue 2.
W lipcu 2021 Alakouch został zawodnikiem FC Metz, w którym swój debiut zaliczył 15 sierpnia 2021 w przegranym 0:2 wyjazdowym meczu z FC Nantes.
Na początku 2022 roku Alakouch został wypożyczony do szwajcarskiego FC Lausanne-Sport, w którym swój debiut zanotował 27 lutego 2022 w przegranym 1:2 domowym meczu z FC Luzern.
| Sezon   | Klub              | Kraj    | Rozgrywki              | Mecze | Gole |
| ------- | ----------------- | ------- | ---------------------- | ----- | ---- |
| 2015/16 | Nîmes Olympique   | Francja | Ligue 2                | 1     | 0    |
| 2015/16 | Nîmes Olympique B | Francja | CFA 2                  | 2     | 0    |
| 2016/17 | Nîmes Olympique   | Francja | Ligue 2                | 20    | 0    |
| 2016/17 | Nîmes Olympique B | Francja | CFA 2                  | 8     | 0    |
| 2017/18 | Nîmes Olympique   | Francja | Ligue 2                | 30    | 0    |
| 2018/19 | Nîmes Olympique   | Francja | Ligue 1                | 25    | 1    |
| 2019/20 | Nîmes Olympique   | Francja | Ligue 1                | 17    | 0    |
| 2020/21 | Nîmes Olympique   | Francja | Ligue 1                | 22    | 0    |
| 2021/22 | FC Metz           | Francja | Ligue 1                | 4     | 0    |
| 2021/22 | FC Metz B         | Francja | Championnat National 2 | 1     | 0    |

## Kariera reprezentacyjna
W reprezentacji Maroka Alakouch zadebiutował 12 listopada 2021 w wygranym 3:0 meczu eliminacji do MŚ 2022 z Sudanem, rozegranym w Rabacie. W 2022 roku został powołany do kadry na Puchar Narodów Afryki 2021, jednak nie rozegrał na nim żadnego meczu.